# Dresserus
Dresserus es un género de arañas araneomorfas de la familia Eresidae. Se encuentra en el África austral y África oriental.

## Lista de especies
Según The World Spider Catalog 12.0:
- Dresserus aethiopicus Simon, 1909
- Dresserus angusticeps Purcell, 1904
- Dresserus armatus Pocock, 1901
- Dresserus bilineatus Tullgren, 1910
- Dresserus collinus Pocock, 1900
- Dresserus colsoni Tucker, 1920
- Dresserus darlingi Pocock, 1900
- Dresserus elongatus Tullgren, 1910
- Dresserus fontensis Lawrence, 1928
- Dresserus fuscus Simon, 1876
- Dresserus kannemeyeri Tucker, 1920
- Dresserus laticeps Purcell, 1904
- Dresserus murinus Lawrence, 1927
- Dresserus namaquensis Purcell, 1908
- Dresserus nasivulvus Strand, 1907
- Dresserus nigellus Tucker, 1920
- Dresserus obscurus Pocock, 1898
- Dresserus olivaceus Pocock, 1900
- Dresserus rostratus Purcell, 1908
- Dresserus schreineri Tucker, 1920
- Dresserus schultzei Purcell, 1908
- Dresserus sericatus Tucker, 1920
- Dresserus subarmatus Tullgren, 1910
- Dresserus tripartitus Lawrence, 1938